# Annamayya (Distrikt)
Der Distrikt Annamayya (Telugu అన్నమయ్య జిల్లా) ist ein Verwaltungsdistrikt im indischen Bundesstaat Andhra Pradesh. Verwaltungssitz ist die Stadt Rayachoti. Der Distrikt wurde 2022 gebildet.

## Lage und Klima

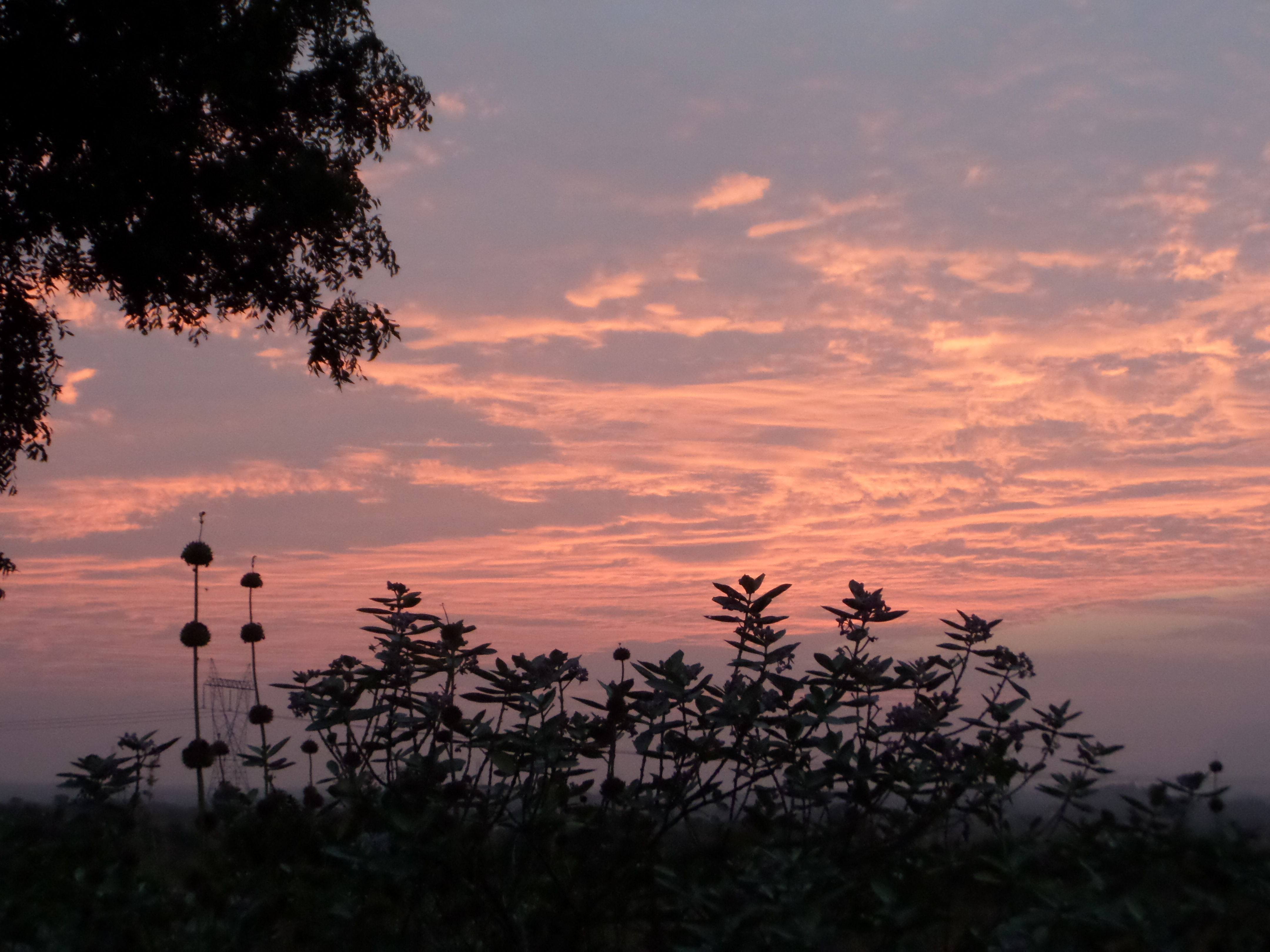
Sonnenuntergang bei Pileru

Der Distrikt liegt im Süden Andhra Pradeshs in der Großregion Rayalaseema an der Grenze zu Karnataka. Die angrenzenden Distrikte sind Sri Sathya Sai im Westen, Chittoor im Süden, Tirupati im Südosten und Osten, Sri Potti Sriramulu Nellore im Nordosten und YSR im Norden. Im Südwesten grenzt der Distrikt an die zwei Distrikte Chikkaballapur und Kolar von Karnataka.
Im Distrikt Annamayya gibt es mehrere jahreszeitabhängige Flüsse, die Richtung Norden fließen: Pedderu, Bahuda, Cheyyeru, Pincha, Papaghni und alle Zuflüsse des Flusses Penna sind.
Das Klima ist tropisch und vom Monsun geprägt. Es lassen sich vier Jahreszeiten unterscheiden. Die Periode von Dezember bis Februar ist trocken und verhältnismäßig kühl. Die Sommersaison beginnt mit dem März und dauert bis Mai. Der Mai ist der heißeste Monat des Jahres. Darauf folgt von Juni bis September die Periode des Südwestmonsuns. Die Zeit von Oktober bis November bildet die Nachmonsunzeit oder Zeit des Nordostmonsuns. Der Jahresniederschlag liegt im Durchschnitt bei 744 mm. Die Niederschlagsmenge nimmt von Nordwesten nach Südosten hin zu. Der Oktober ist der regenreichste Monat.

## Geschichte
Der Distrikt wurde am 4. April 2022 im Rahmen einer Distriktneugliederung Andhra Pradeshs aus jeweils 15 Mandals der bisherigen Distrikte Kadapa und Chittoor neu gebildet. Der neue Distrikt wurde nach Annamacharya (popularisiert: Annamayya), einem Hindu-Heiligen aus dem 15. Jahrhundert und frühen Vertreter der karnatischen Musik sowie Telugu-Dichter benannt. Zur Distrikthauptstadt wurde Rayachoti bestimmt.

## Bevölkerung
Zum Zeitpunkt der Volkszählung 2011 lebten im Gebiet des späteren Distrikts 1.697.308 Personen (853.247 männlich, 844.061 weiblich). Die Bevölkerungsdichte betrug 213 Einwohner je km² (bei einer Distriktfläche von 7951 km²).
1.002.830 Personen konnten lesen und schreiben (576.968 männlich, 425.862 weiblich), entsprechend Alphabetisierungsraten (> 6 Jahre) von 64,54 % bzw. 75,14 % und 53,93 %. 391.511 Personen lebten in ländlichen und 1.305.797 in städtischen Siedlungen, entsprechend einem Urbanisierungsgrad von 23,07 %. 229.601 Personen waren Angehörige registrierter unterprivilegierter Kasten (scheduled castes) und 62.475 Angehörige der registrierten indigenen Stammesbevölkerung (scheduled tribes, Adivasi). In religiöser Hinsicht waren die Verhältnisse wie folgt: 1.391.347 Hindus, 292.758 Muslime, 7748 Christen, 298 Sikhs, 121 Buddhisten, 286 Jains, 169 Angehörige anderer Religionen und 4581 ohne Angabe.

## Verwaltungsgliederung

### Mandals

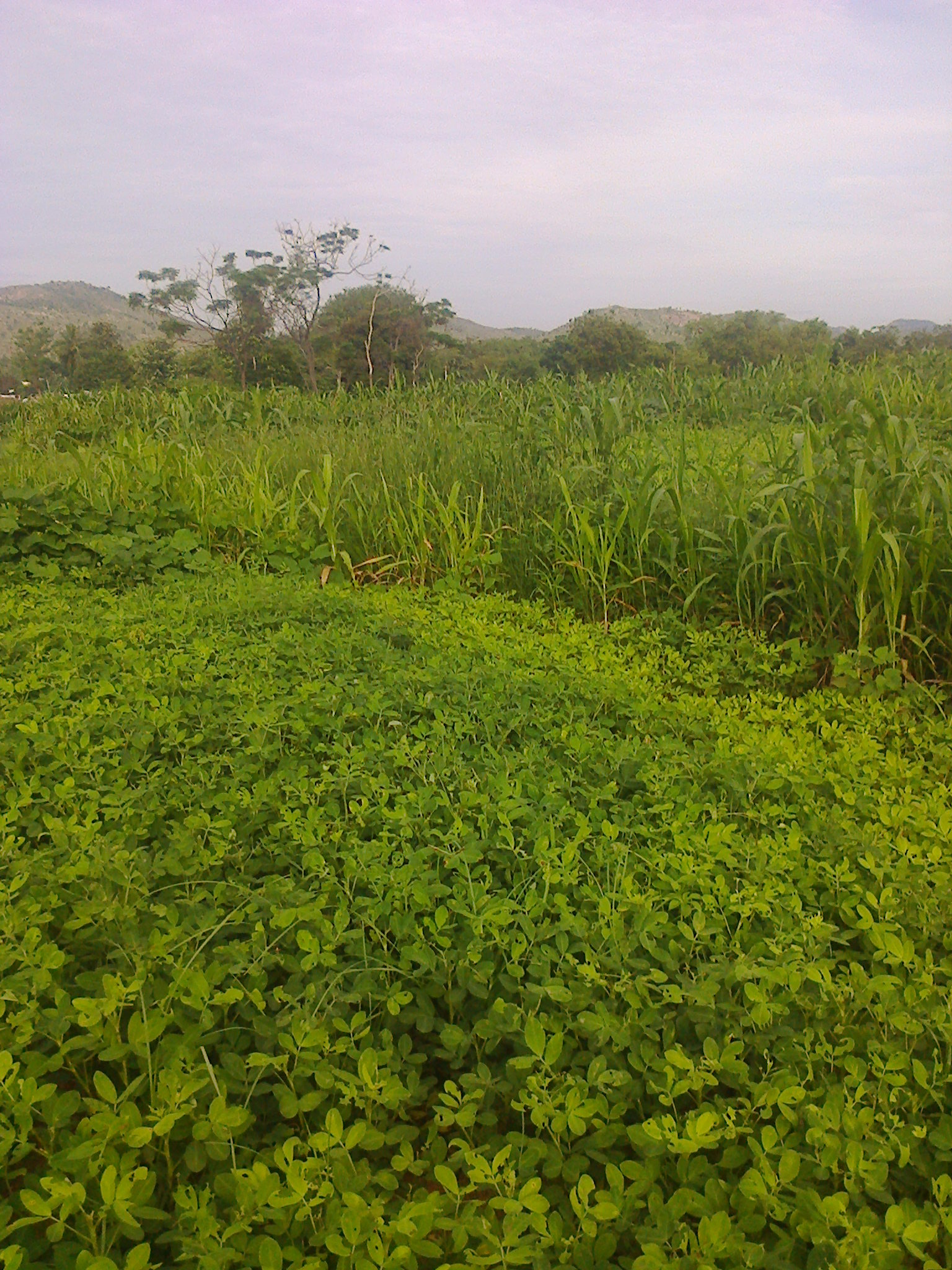
Erdnussfeld im Mandal Thamballapalle

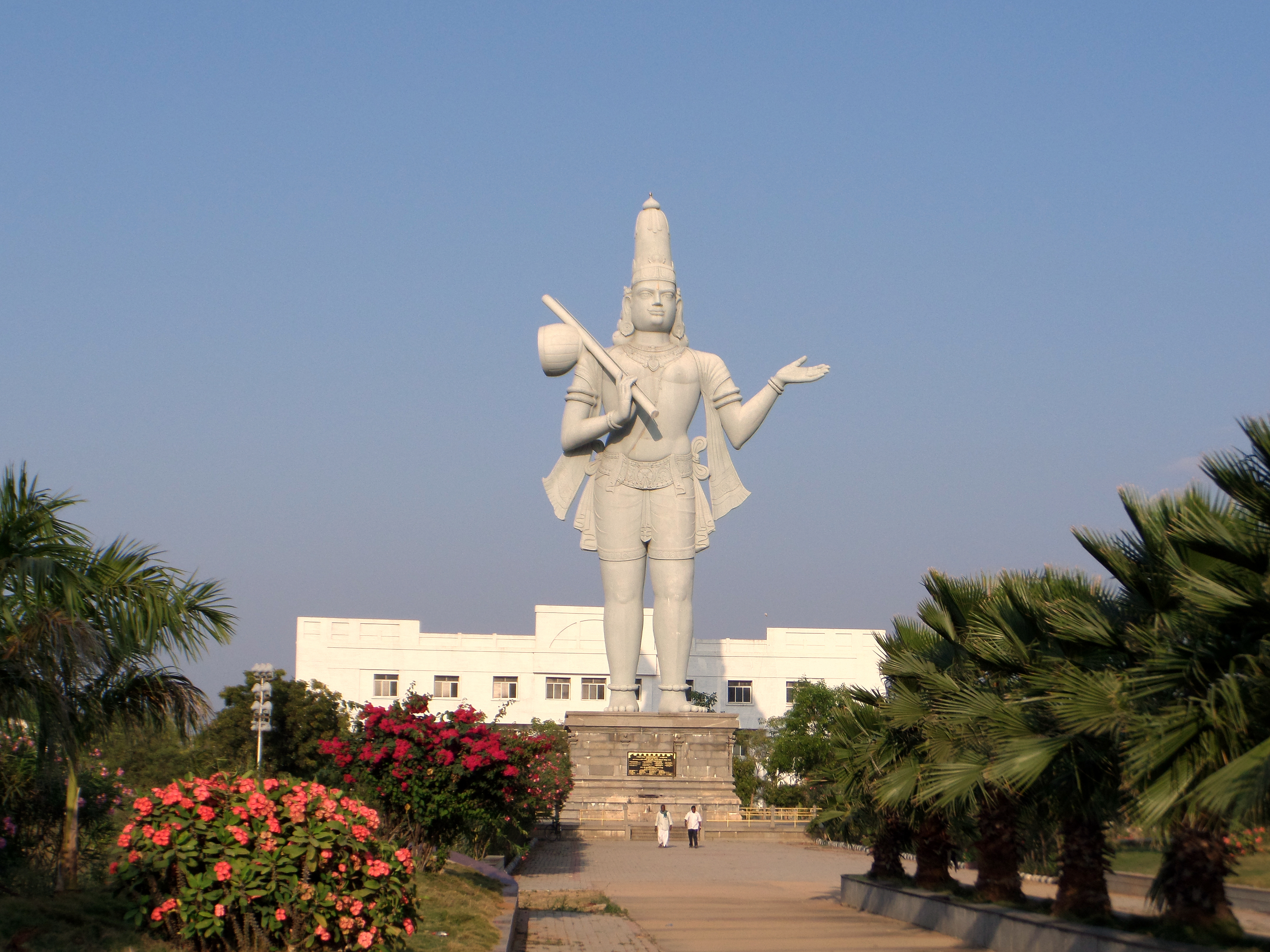
Annamacharya-Statue

Im Jahr 2023 war der Distrikt in drei Divisionen und 30 Mandals unterteilt.
- Division Madanapalle mit den 11 Mandals Madanapalle, Nimmanapalle, Ramasamudram, Thamballapalle, Mulakalacheruvu, Peddamandyam, Kurabalakota, Peddathippasamudram, Beerongi Kothakota, Kalikiri, Vayalpad,
- Division Rajampet mit den 9 Mandals Chitvel, Kodur, Obulavaripalle, T. Sundupalle, Veeraballe, Penagalur, Pullampeta, Nandalur, Rajampet,
- Division Rayachoti mit den 10 Mandals Rayachoti, Sambepalle, Chinnamandem, Galiveedu, Lakkireddypalli, Ramapuram, Pileru, Gurramkonda, Kalkada, Kambhamvaripalle.

### Städtische Siedlungen
Im Jahr 2020–21 gab es im Distrikt zwei Municipalities (M) und eine Nagar Panchayat (NP) (mit Einwohnerzahl 2011).
- Rayachoti (98.299, M)
- Madanapalle (136.414, M)
- Rajampet (54.050, NP)

## Wirtschaft
Dominierender Wirtschaftszweig ist die Landwirtschaft. Die hauptsächlich angebauten Agrarprodukte sind (in abnehmender Anbaufläche): Erdnüsse, Reis, Straucherbsen (red gram) und Mais.

## Besonderheiten
Im Mandal Rajampet, südlich des  Flusses Cheyyeru befindet sich die Tempelruine von Attirala. Im Mandal Nandalur gibt es die buddhistischen Höhlen und Ruinen von Lanjakanuma Gutta aus dem 2. nachchristlichen Jahrhundert, die im Jahr 1913 wissenschaftlich entdeckt wurden. Im Dorf Tallapaka nahe Rajampet ist eine etwa 33 Meter hohe Monumentalstatue von Annamacharya zu besichtigen.